# Silvano Furli
Silvano Furli (Valdisotto, 29 settembre 1959 – Valdisotto, 13 agosto 2007) è stato uno sciatore alpino italiano.

## Biografia
Furli, originario di Bormio, vinse la medaglia d'argento nella combinata ai Campionati italiani nel 1985; non prese parte a rassegne olimpiche né ottenne piazzamenti in Coppa del Mondo o ai Campionati mondiali.

## Palmarès

### Campionati italiani
- 1 medaglia[3]:
  - 1 argento (combinata nel 1985)